# Закржевский, Константин
Константин Закржевский (пол. Konstanty Zakrzewski; 14 января 1876, Варшава — 19 января 1948, Краков) — польский физик, профессор Ягеллонского университета (впервые в 1911—1913, повторно — с 1917), а также — профессор Львовского университета (1913—1917); член Польской академии знаний (1920); исследователь электронной теории металлов, оптических и диэлектрических свойств материалов, являлся инициатором исследования в Польше космических лучей (1947).

## Биография
Константин Закржевский родился 14 января 1876 года в Варшаве; ещё будучи подростком — в 1893 году — он был арестован властями Российской империи за участия в секретном собрании, посвященном независимости Польши. В 1895 году, после окончания средней школы во Львове, он стал студентом в Ягеллонском университете в Кракове, где в 1900 году, под руководством Виктора Августа Витковский, защитил диссертацию и стал кандидатом наук. Затем, в период с 1902 по 1904 год, он проходил постдокторантуру у будущего Нобелевского лауреата Хейке Камерлинг-Оннеса в Лейденском университете.
Закржевский защитил докторскую диссертацию в 1908 году и три года спустя стал профессором Ягеллонского университета — оставался на данном посту до своей смерти, с перерывом, продолжавшимся с 1913 по 1917 год, когда он являлся профессором теоретической физики во Львове, сменив на этом посту Мариана Смолуховского. В 1928—1929 учебном году Закржевский являлся деканом факультета искусств Ягеллонского университета. В 1920 году Закржевский стал членом-корреспондентом Польской академии знаний; в 1932 году он был избран её действительным членом. Был награждён орденом Возрождения Польши и знаком отличия «Крест Заслуги» (1936).

## Работы
Закржевский работал в области оптики и физики твердого тела: занимался электронной теорией металлов Хендрика Антона Лоренца и диэлектрическими свойствами твердых тел. В 1947 году он стал инициатором исследования в Польше космических лучей. Вместе с физиком Владиславом Натансоном (1864—1937), Закржевский написал учебник по физике, изданный в период с 1924 по 1929 год.
- Kurze, wenig gedämpfte Wellen // Bulletin de l’Académie des Sciences et des Lettres A, 1932, S. 249—256.
- T. Piech, K. Zakrzewski, Acta Phys. Pol. 9, 65 (1947).